# Victoria line
Victoria line é uma linha do Metropolitano de Londres de nível profundo que vai de Brixton, no sul a Walthamstow Central no nordeste de Londres. É colorida azul claro no mapa do metropolitano. É uma das duas linhas de metrô que corre inteiramente abaixo do solo, sendo a outra a Waterloo & City line. Construída na década de 1960, foi a primeira linha de metrô inteiramente nova em Londres durante cinquenta anos, e foi projetada para aliviar o congestionamento em outras linhas, em particular a Piccadilly line e o ramal Charing Cross da Northern line. A linha foi sempre operado usando Automatic Train Operation, mas todos os trens carregam condutores.
Victoria line é usada por 200 milhões de passageiros por ano, se tornando a sexta linha mais utilizada na rede em números absolutos, mas em termos do número médio de viagens por milha é de longe a linha mais intensivamente usada.

## Estações

- Walthamstow Central
- Blackhorse Road
- Tottenham Hale
- Seven Sisters
- Finsbury Park
- Highbury & Islington
- King's Cross St. Pancras
- Euston
- Warren Street
- Oxford Circus
- Green Park
- Victoria
- Pimlico
- Vauxhall
- Stockwell
- Brixton